# Corriere dei Piccoli
Corriere dei Piccoli war das erste regulär erscheinende Comicmagazin Italiens. Es erschien von 1908 bis 1995. 
Das Magazin erschien erstmals am 27. Dezember 1908 als wöchentliche Kinderbeilage der Tageszeitung Corriere della Sera, sie war aber auch separat am Kiosk zu erwerben. Waren anfangs kindgerechte Bildgeschichten (von amerikanischen und italienischen Zeichnern) sowie Märchen und Sachthemen gefragt, wurde ab den 1960er Jahren vermehrt frankobelgische Comics für ein jugendliches Publikum geboten. 1972 wurde dann das Comicmagazin Corriere dei ragazzi im gleichen Verlag gegründet, und Corriere dei Piccoli wurde wieder im Segment der Kinderunterhaltung aktiv.
1992 geschah eine Umbenennung des Magazins in Corrierino. Das letzte Heft erschien am 15. August 1995.

## Bekannte Serien

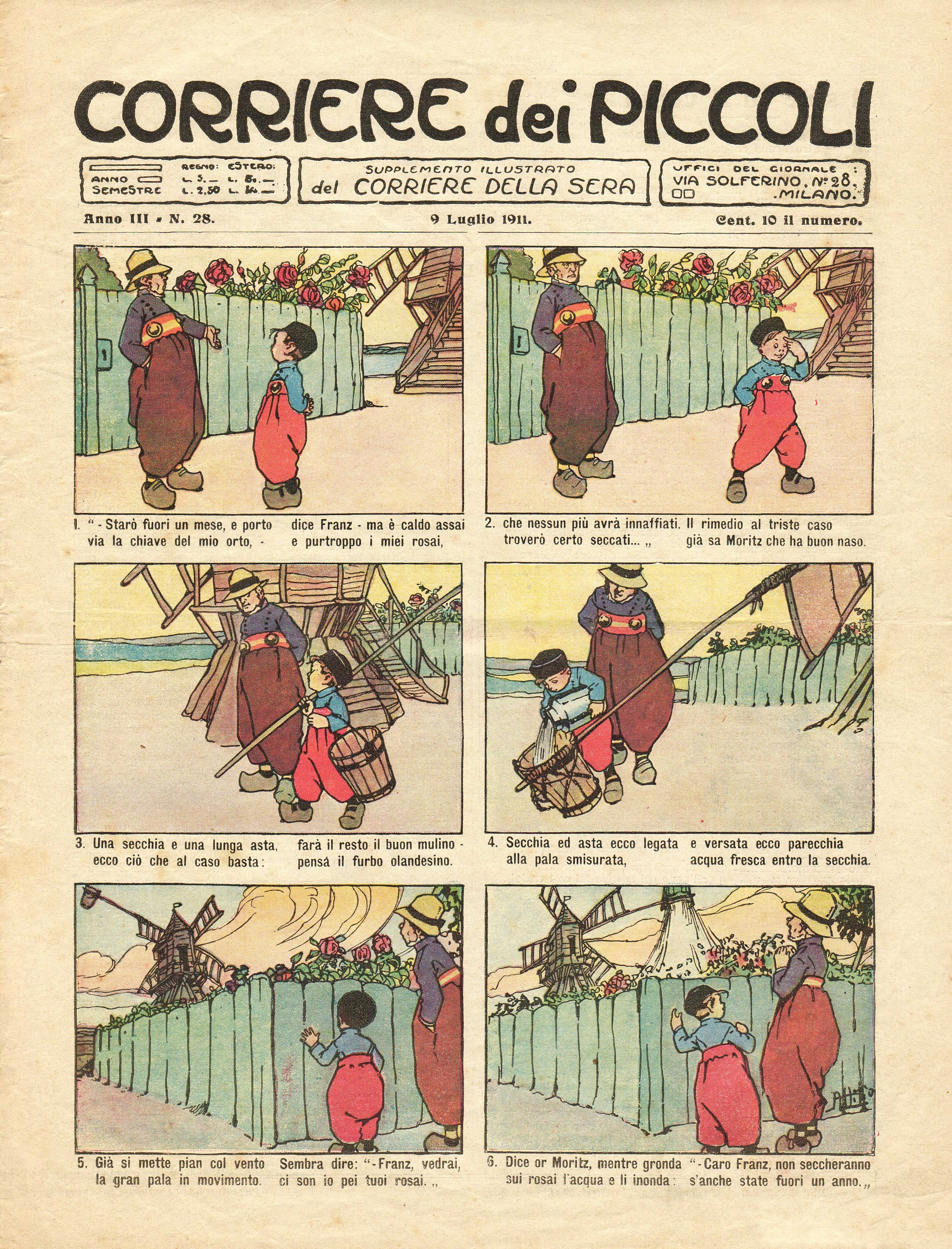
Titelbild von Nr. 28 vom 9. Juli 1911

- The Katzenjammer Kids
- Quadratino
- Bilbolbul
- Signor Bonaventura
- Happy Hooligan
- Buster Brown
- Dennis
- Pimpa
- Die Schlümpfe
- Die blauen Panther
- Michel Vaillant
- Leutnant Blueberry
- Andy Morgan
- Luc Orient